# 1997 год
1997 (ты́сяча девятьсо́т девяно́сто седьмо́й) год  по григорианскому календарю — невисокосный год, начинающийся в среду. Это 1997 год нашей эры, 7‑й год 10‑го десятилетия XX века 2‑го тысячелетия, 8‑й год 1990‑х годов. Он закончился 28 лет назад.
| Пн | Вт | Ср | Чт | Пт | Сб | Вс |
|    |    | 1  | 2  | 3  | 4  | 5  |
| 6  | 7  | 8  | 9  | 10 | 11 | 12 |
| 13 | 14 | 15 | 16 | 17 | 18 | 19 |
| 20 | 21 | 22 | 23 | 24 | 25 | 26 |
| 27 | 28 | 29 | 30 | 31 |    |    |

| Пн | Вт | Ср | Чт | Пт | Сб | Вс |
|    |    |    |    |    | 1  | 2  |
| 3  | 4  | 5  | 6  | 7  | 8  | 9  |
| 10 | 11 | 12 | 13 | 14 | 15 | 16 |
| 17 | 18 | 19 | 20 | 21 | 22 | 23 |
| 24 | 25 | 26 | 27 | 28 |    |    |

| Пн | Вт | Ср | Чт | Пт | Сб | Вс |
|    |    |    |    |    | 1  | 2  |
| 3  | 4  | 5  | 6  | 7  | 8  | 9  |
| 10 | 11 | 12 | 13 | 14 | 15 | 16 |
| 17 | 18 | 19 | 20 | 21 | 22 | 23 |
| 24 | 25 | 26 | 27 | 28 | 29 | 30 |
| 31 |    |    |    |    |    |    |

| Пн | Вт | Ср | Чт | Пт | Сб | Вс |
|    | 1  | 2  | 3  | 4  | 5  | 6  |
| 7  | 8  | 9  | 10 | 11 | 12 | 13 |
| 14 | 15 | 16 | 17 | 18 | 19 | 20 |
| 21 | 22 | 23 | 24 | 25 | 26 | 27 |
| 28 | 29 | 30 |    |    |    |    |

| Пн | Вт | Ср | Чт | Пт | Сб | Вс |
|    |    |    | 1  | 2  | 3  | 4  |
| 5  | 6  | 7  | 8  | 9  | 10 | 11 |
| 12 | 13 | 14 | 15 | 16 | 17 | 18 |
| 19 | 20 | 21 | 22 | 23 | 24 | 25 |
| 26 | 27 | 28 | 29 | 30 | 31 |    |

| Пн | Вт | Ср | Чт | Пт | Сб | Вс |
|    |    |    |    |    |    | 1  |
| 2  | 3  | 4  | 5  | 6  | 7  | 8  |
| 9  | 10 | 11 | 12 | 13 | 14 | 15 |
| 16 | 17 | 18 | 19 | 20 | 21 | 22 |
| 23 | 24 | 25 | 26 | 27 | 28 | 29 |
| 30 |    |    |    |    |    |    |

| Пн | Вт | Ср | Чт | Пт | Сб | Вс |
|    | 1  | 2  | 3  | 4  | 5  | 6  |
| 7  | 8  | 9  | 10 | 11 | 12 | 13 |
| 14 | 15 | 16 | 17 | 18 | 19 | 20 |
| 21 | 22 | 23 | 24 | 25 | 26 | 27 |
| 28 | 29 | 30 | 31 |    |    |    |

| Пн | Вт | Ср | Чт | Пт | Сб | Вс |
|    |    |    |    | 1  | 2  | 3  |
| 4  | 5  | 6  | 7  | 8  | 9  | 10 |
| 11 | 12 | 13 | 14 | 15 | 16 | 17 |
| 18 | 19 | 20 | 21 | 22 | 23 | 24 |
| 25 | 26 | 27 | 28 | 29 | 30 | 31 |

| Пн | Вт | Ср | Чт | Пт | Сб | Вс |
| 1  | 2  | 3  | 4  | 5  | 6  | 7  |
| 8  | 9  | 10 | 11 | 12 | 13 | 14 |
| 15 | 16 | 17 | 18 | 19 | 20 | 21 |
| 22 | 23 | 24 | 25 | 26 | 27 | 28 |
| 29 | 30 |    |    |    |    |    |

| Пн | Вт | Ср | Чт | Пт | Сб | Вс |
|    |    | 1  | 2  | 3  | 4  | 5  |
| 6  | 7  | 8  | 9  | 10 | 11 | 12 |
| 13 | 14 | 15 | 16 | 17 | 18 | 19 |
| 20 | 21 | 22 | 23 | 24 | 25 | 26 |
| 27 | 28 | 29 | 30 | 31 |    |    |

| Пн | Вт | Ср | Чт | Пт | Сб | Вс |
|    |    |    |    |    | 1  | 2  |
| 3  | 4  | 5  | 6  | 7  | 8  | 9  |
| 10 | 11 | 12 | 13 | 14 | 15 | 16 |
| 17 | 18 | 19 | 20 | 21 | 22 | 23 |
| 24 | 25 | 26 | 27 | 28 | 29 | 30 |

| Пн | Вт | Ср | Чт | Пт | Сб | Вс |
| 1  | 2  | 3  | 4  | 5  | 6  | 7  |
| 8  | 9  | 10 | 11 | 12 | 13 | 14 |
| 15 | 16 | 17 | 18 | 19 | 20 | 21 |
| 22 | 23 | 24 | 25 | 26 | 27 | 28 |
| 29 | 30 | 31 |    |    |    |    |

## События
См. также: Категория:1997 год

### Январь
- 1 января
  - Начал действовать новый уголовный кодекс Российской Федерации, содержащий в числе прочих статью «за нарушение авторского права и смежных прав».
  - Генеральным секретарём ООН стал Кофи Аннан (до 1 января 2007 года).
- 2 января — Гибель танкера «Находка» в Японском море. Погиб капитан Дмитрий Мельников. Разлившееся топливо загрязнило сотни километров побережья Японии.
- 4 января — Вячеслав Кислицын избран президентом Республики Марий Эл[1].
- 8 января
  - Издан Федеральный Закон «О введении в действие Уголовно-исполнительного кодекса Российской Федерации».
  - Постановление Правительства Российской Федерации «О создании Академии управления Министерства внутренних дел Российской Федерации».
- 9 января — 15:54. Монро[2] (Мичиган, США). При попытке зайти на посадку на полосу 3R детройтского аэропорта Метрополитен в снежную бурю самолёт Embraer EMB-120RT авиакомпании Comair ушёл в глубокое пике и разбился в поле. Все 29 человек на борту погибли.
- 10 января — после отказа правящих социалистов провести досрочные выборы оппозиционные демонстранты атакуют здание болгарского парламента.
- 12 января
  - 81-й старт (STS-81) по программе Спейс Шаттл. 18-й полёт шаттла Атлантис. Экипаж — Майкл Бейкер, Брент Джетт, Питер Уайсофф, Джон Грансфелд, Марша Айвинс, Джерри Линенджер. Пятая стыковка шаттла со станцией «Мир».
  - Аслан Джаримов избран президентом Республики Адыгея[1].
  - Президент Кабардино-Балкарской Республики Валерий Коков в паре с кандидатом в вице-президенты Геннадием Губиным переизбран (99,35 %), будучи единственным кандидатом на этот пост. Процент участия — 97,72 %[1].
  - Глава администрации Тюменской области Леонид Рокецкий победил во втором туре губернаторских выборов[1].
- 15 января
  - В Албании вспыхивают беспорядки в связи с крахом финансовых пирамид.
  - Встреча премьер-министра Израиля Б. Нетаньяху и президента палестинской автономии Я. Арафата в Эреце. Парафировано соглашение о частичном выводе израильских войск из Хеврона и остальной части западного берега Иордана.
  - Азербайджан и Коста-Рика установили дипломатические отношения[3].
- 17 января — в соответствии с Хевронскими соглашениями город Хеврон был разделён на два сектора: H1 и H2. Сектор H1, в котором проживает 120 тыс. палестинцев, перешёл под контроль Палестинской администрации[4]. Сектор H2, который населяют 30 тыс. палестинцев[5], остаётся под контролем израильской армии для защиты нескольких сотен жителей еврейского квартала.
- 19 января
  - Пётр Стоянов вступил в должность президента Болгарии.
  - Гражданская война в Алжире: При покушении в центре Алжира и нападении исламских фундаменталистов на деревню южнее Алжира погибли в общей сложности 72 человека.

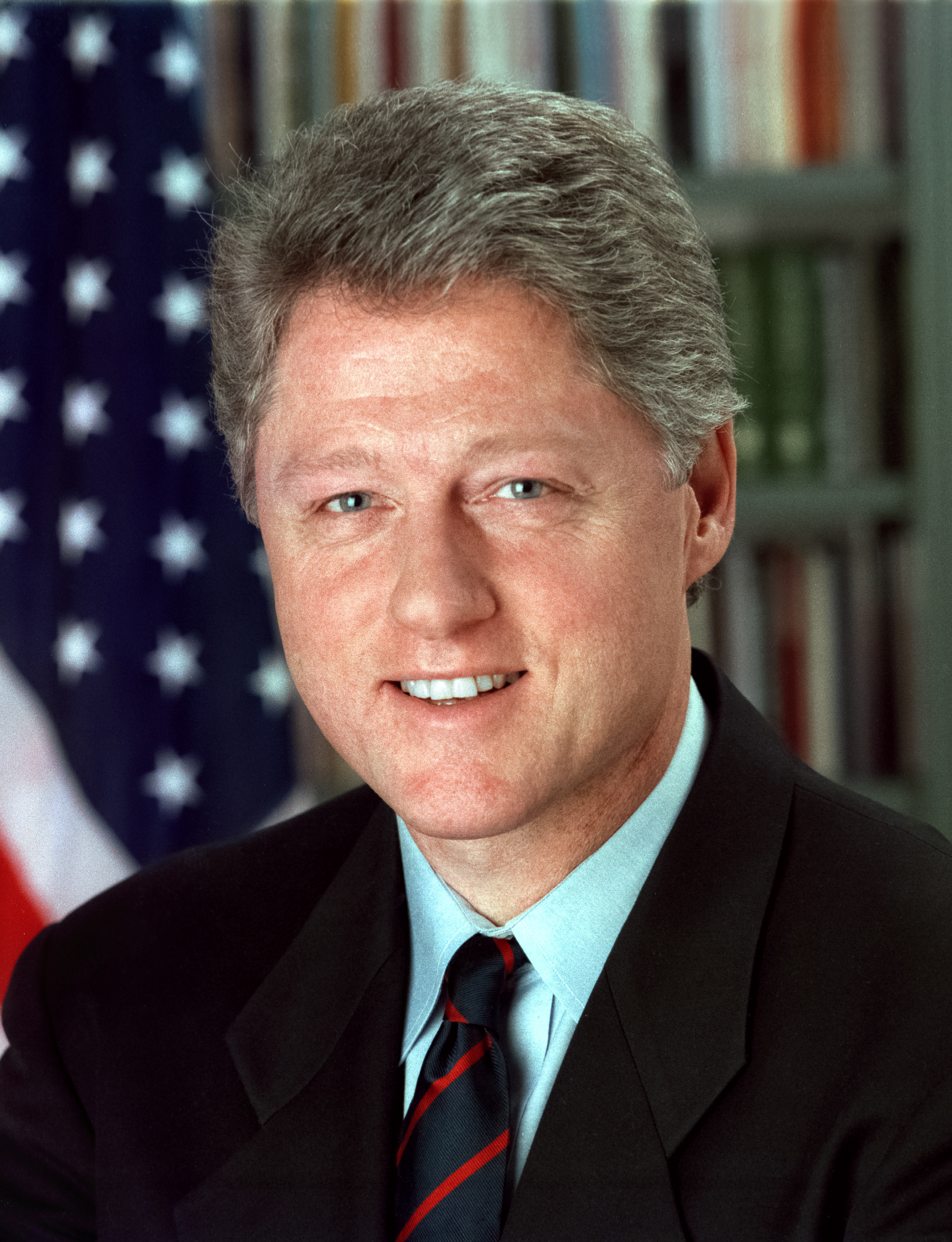
Билл Клинтон

- 20 января — Билл Клинтон вступил в должность президента США на второй срок.
- 23 января — в Москве, на улице Петровка, неподалёку от здания Московского ГУВД, расстрелян лидер Коптевской ОПГ, младший брат убитого за полтора года до этого Александра Наумова Василий Наумов. Убийство не раскрыто.
- 24 января — Ион Чубук стал премьер-министром Молдавии.
- 27 января — в Чечне состоялись президентские и парламентские выборы. В выборах не принимали участие жители, покинувшие республику (более 400 тысяч). Глава миссии ОБСЕ Тим Гульдиман заявил, что выборы были законными и демократическими. Президентом ЧРИ (из зарегистрированных 16 кандидатов) был избран Аслан Масхадов, получивший 59,30 процента (более 228 тысяч) голосов. Шамиль Басаев получил 23,5 %, действующий президент Зелимхан Яндарбиев — 10,1 %[1].
- 28 января — Виктор Клима возглавил правительство Австрии.
- 29 января — Нью-Йоркский суд приговорил Вячеслава Иванькова (Япончика) к 7 годам и 9 месяцам тюремного заключения.
- 31 января 
  - в Афинах был убит известный российский киллер Александр Солоник по кличке «Саша Македонский» вместе со своей 22-летней подругой, фотомоделью, участницей конкурса «Мисс Россия-96» Светланой Котовой.
  - Виктор Черномырдин критикует приближение НАТО к границам России.

### Февраль
- 1 февраля — Самолёт Hawker Siddeley HS-748-353 компании Air Sengal разбивается на взлёте после потери тяги двигателей в Тамбакунда, Сенегал. Из 52 человек на борту 23 погибли.
- 2 февраля
  - В Лихтенштейне прошли парламентские выборы. Большинство получил Патриотический союз, обеспечив себе в Ландтаге 13 мест из 25. Явка избирателей составила 86,94 %.
  - Около Киангала в Анголе разбивается на маршруте самолёт Casa 212 Aviocar компании Force Area Populaire de Angola, вылетевший из Луанды в Кафунфо в северо-восточной Анголе. Все 37 человек на борту погибают.
- 3 февраля 
  - у здания Минфина был взорван служебный автомобиль заместителя министра финансов РФ Андрея Вавилова. Сам Вавилов находился в здании министерства и не пострадал[6]. СМИ выразили уверенность в том, что взрыв был попыткой покушения на замминистра.
  - на парламентских выборах в Пакистане убедительную победу одержала ПМЛ (Н).
- 4 февраля
  - Катастрофа вертолётов в Израиле. Погибли 73 военнослужащих Армии обороны Израиля. Это была самая крупная воздушная катастрофа в истории Израиля.
  - В Хорасане (северо-восток Ирана) произошло землетрясение. 72 человека погибли.
  - Белоруссия и Венесуэла установили дипломатические отношения[7].
  - Вступила в силу конституция ЮАР.
- 5 февраля — Кульджинские события. Волнения коренного уйгурского населения Синьцзян-Уйгурского автономного района в городе Кульджа, расположенного на северо-западе КНР, административном центре ИКАО.
- 6 февраля
  - Конгресс Эквадора проголосовал за смещение с поста президента страны Абдалы Букарама на основании несоответствия его умственных способностей занимаемой должности.
  - Перу и Казахстан установили дипломатические отношения[8].
- 8 февраля 
  - в Киеве (Украина) создана партия Христианско-Народный Союз, которая в 2003 была переименована в Христианско-Демократический Союз.
  - Кинза Годфри Клодумар избран Президентом Науру.
- 10 февраля
  - Подписан Меморандум между ЮНЕСКО и правительством РФ о создании в Москве Всемирного технологического университета ЮНЕСКО.
  - Старт космического корабля Союз ТМ-25. Экипаж старта — В. В. Циблиев, А. И. Лазуткин и Р. Эвальд (Германия).
  - Лихтенштейн и США установили дипломатические отношения[9][10].
- 11 февраля — 82-й старт (STS-82) по программе Спейс Шаттл. 22-й полёт шаттла Дискавери. Экипаж — Кеннет Бауэрсокс, Скотт Хоровиц, Джозеф Таннер, Стивен Хоули, Грегори Харбо, Марк Ли, Стивен Смит.
- 13 февраля
  - Узбекистан и Мали установили дипломатические отношения[11].
  - Стефан Софиянский возглавил временное правительство Болгарии, созданное на период проведения досрочных парламентских выборов.
- 13—14 февраля — в Сингапуре прошла первая азиатско-европейская встреча (АСЕМ) министров иностранных дел 25 стран ЕС, АСЕАН, КНР, Южной Кореи и Японии.
- 17 февраля — Наваз Шариф стал премьер-министром Пакистана.
- 18 февраля — В Москве в Свято-Даниловом монастыре под председательством Патриарха Московского и всея Руси Алексия II открылся Архиерейский собор Русской Православной церкви 1997 года. Он проходил 18—23 февраля[12].
- 21 февраля — через 3 месяца после выборов в Сербии, прошедших в ноябре 1996 года, глава Демократической партии Зоран Джинджич стал мэром Белграда. 88 дней оппозиция в Белграде проводила демонстрации за признание выборов и против руководства Слободана Милошевича.
- 23 февраля — Баир Жамсуев избран губернатором Агинского Бурятского автономного округа[1].
- 24 февраля — землетрясение магнитудой 6,5 в Туркменистане и Иране. 100 человек погибли.
- 25 февраля — в Урумчи произошёл террористический акт, целью атаки террористов стали три городских автобуса и железнодорожный вокзал.
- 28 февраля
  - Белуджистан (Пакистан). Землетрясение магнитудой 6,0. Погибли 150 человек.
  - Землетрясение магнитудой 6,1 в Армении и Азербайджане. Погибли примерно 1100 человек.
  - Перестрелка в Северном Голливуде
  - Совет национальной безопасности Турции, в котором преобладают военные, предъявил премьер-министру Эрбакану перечень из требований, включавших ограничение деятельности религиозных организаций, строгое следование законам, запрещающим ношение религиозной одежды в общественных местах, закрытие ряда духовных школ и обеспечение независимости судебной системы. Опасаясь возможности очередного военного переворота, Эрбакан принял требования Совета национальной безопасности. В июне возглавлявшаяся Эрбаканом коалиция распалась, и ему пришлось уйти в отставку.

### Март
- Март — в США начаты продажи первых DVD-дисков и проигрывателей.
- 1 марта — Роберт Кочарян стал и. о. премьер-министра Армении (20 марта официально вступил в должность).
- 2 марта
  - Приземление корабля Союз ТМ-24. Экипаж посадки — В. Г. Корзун, А. Ю. Калери и Р. Эвальд (Германия).
  - Президент Албании Сали Бериша объявил в стране чрезвычайное положение.
  - Румынский король Михай I вернулся на родину. Это стало возможно после свержения социалистической власти в стране.
- 3 марта
  - Открыт интернет-проект «Сетевая Словесность», в дальнейшем — один из крупнейших литературных ресурсов Рунета.
  - Введена в действие рейтинговая система Rambler’s Top100.
- 4 марта — с космодрома Свободный осуществлён первый запуск искусственного спутника Земли «Зея» ракетой-носителем «Старт-1».
- 5 марта
  - Впервые за четверть века Северная и Южная Корея сели за стол переговоров.
  - В Краснодаре, после решения городских властей об отмене льготных проездных для учащихся, студенческий пикет перед зданием мэрии перерос в несанкционированный митинг с попыткой прорыва в здание мэрии, перекрытием улицы и остановкой трамваев. С помощью местных комсомольцев из РКСМ, являвшимися формальными организаторами пикета, студентов удалось убедить разойтись. Решение об отмене льготных проездных было приостановлено до следующего учебного года[13].
- 6 марта — Королева Великобритании Елизавета II открыла первый собственный официальный сайт.
- 7 марта
  - Ельцин назначил Анатолия Чубайса первым заместителем председателя правительства.
  - Журнал «Nature» сообщил, что учёные из Рослинского института в Эдинбурге (Шотландия) воспроизвели ягнёнка без участия половых клеток барана. На свет появилась клонированная овца Долли.
- 8 марта — Массовое убийство в Камышинском военном училище.
- 9 марта — Солнечное затмение 9 марта 1997 года.
- 13 марта — телевизионщики зафиксировали загадочные огни над Финиксом.
- 13—14 марта — началась эвакуация граждан Германии и других государств из Албании.
- 14 марта — основана Российская народно-республиканская партия (РНРП). Лидер — Александр Иванович Лебедь.
- 16 марта
  - В Корал-Спрингсе (США, штат Флорида) была задушена бывшая звезда журнала Playboy, фотомодель Стар Стоу. Убийство не раскрыто.
  - На выборах в Тыве и Эвенкийском автономном округе победили Шериг-оол Ооржак (70,6 %) и Александр Боковиков (49,0 %) соответственно[1].
- 17 марта
  - Ельцин назначил Бориса Немцова первым заместителем председателя правительства. Чубайс назначен министром финансов, на него также возложена ответственность за повседневное оперативное руководство в сфере экономики. От должности министра финансов освобождён Александр Лившиц (перешёл в Администрацию президента в качестве заместителя главы по экономическим вопросам). Вице-премьер Владимир Потанин возвратился в Онэксимбанк[14].
  - Март Сийманн стал премьер-министром Эстонии.
- 18 марта — произошла катастрофа самолёта Ан-24 RA-46516 Ставропольской акционерной авиакомпании, выполнявшего рейс SVL-1023 по маршруту Ставрополь — Трабзон. Из-за разрушения в полёте хвостовой части фюзеляжа самолёт упал в районе города Черкесск, все находившиеся на борту 50 человек погибли. Крупнейшая авиакатастрофа в Карачаево-Черкессии.
- 23 марта — на губернаторских выборах в Амурской и Тульской области победили Анатолий Белоногов (60,5 %) и Василий Стародубцев (62,8 %) соответственно[1].
- 25 марта — охотники за сокровищами во главе с аргентинцем Херманом Моро объявили, что они обнаружили у берегов Эквадора затонувший в 1654 году испанский галеон La Capitana с грузом золота и серебра. Эксперты разошлись в оценке возможной стоимости обнаруженных сокровищ — от нескольких миллионов до нескольких миллиардов долларов.
- 26 марта — Хоккейный матч регулярного чемпионата НХЛ между командами «Детройт Ред Уингз» и «Колорадо Эвеланш» ознаменовался большим количеством драк, прозванный как: «Кровавая среда», «Ночь боёв на Джо», «Дебош в Хоккейном городе» и «Кровавый матч».
- 27 марта
  - Состоялась Всероссийская акция протеста, организованная профсоюзами при поддержке КПРФ[15].
  - На проходившем в Мурманске профсоюзном шествии члены местного отделения «Студенческой защиты» и левой организации «Красная гвардия Спартака» на несколько часов блокировали движение в центре города, попытались устроить баррикаду и выдвинули требование — выплатить задержанные стипендии. После обещания властей выполнить свои обязательства беспорядки закончились[13].
- 28 марта — опасаясь распространения волнений за границы Албании и встревоженная третьей за десятилетие волной беженцев из Албании, Организация Объединённых Наций приняла решение направить в Албанию 7-тысячный контингент войск ООН.
- 30 марта — массовое убийство в Сане.
- 31 марта — Президент Ельцин подписывает распоряжение о том, что все российские чиновники должны ездить на российских автомобилях[16]

### Апрель
- 2 апреля

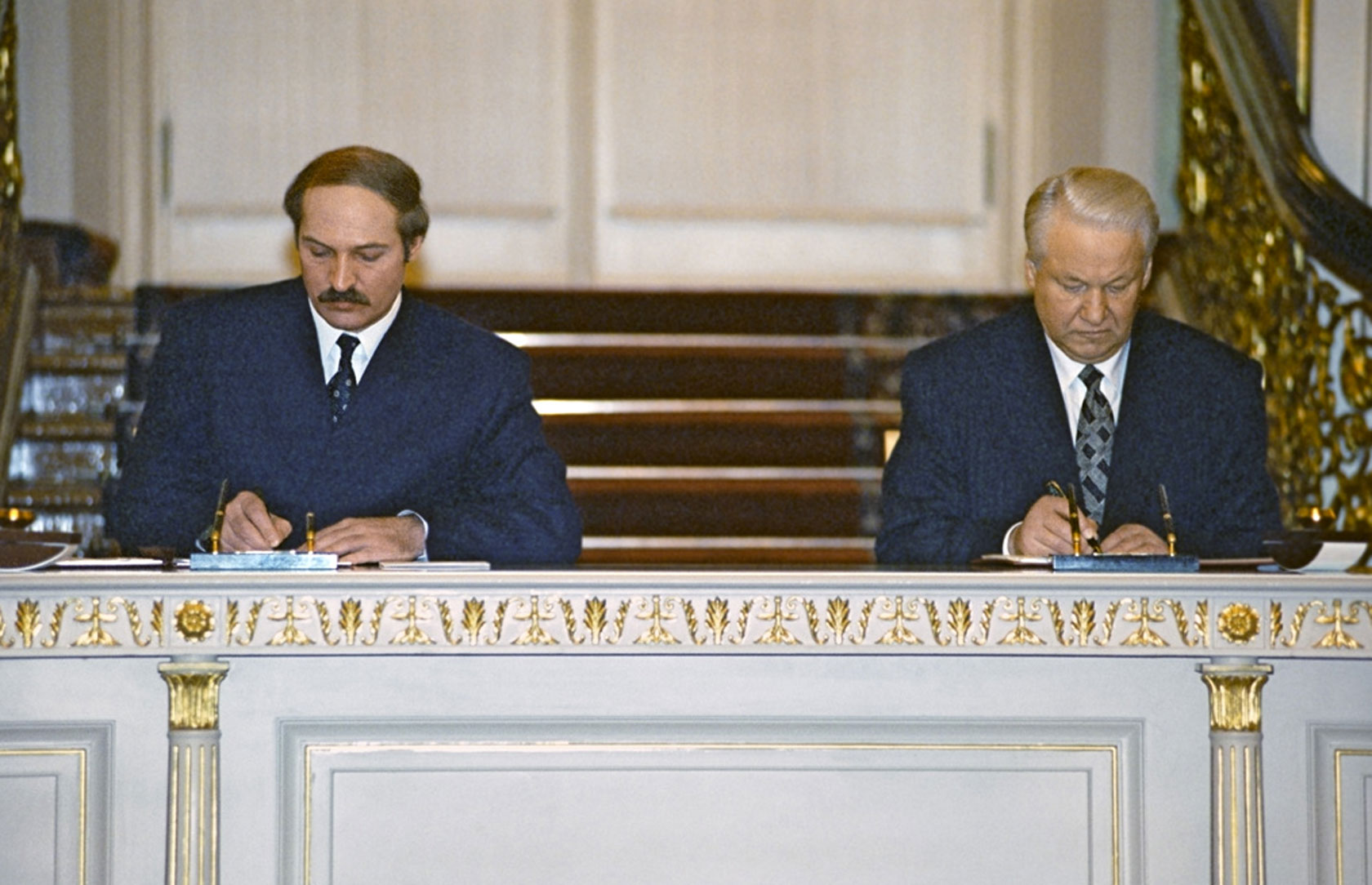
Торжественная церемония подписания Договора об образовании Союза России и Белоруссии во Владимирском зале Большого Кремлёвского дворца. Президент РФ Борис Ельцин и президент Белоруссии Александр Лукашенко во время подписания договора. 2 апреля 1997 года

  - Подписание договора о Союзе России и Белоруссии[12][14].
  - Образование компании Евросеть.
  - Принятие конституции Польши.
- 4 апреля — 83-й старт (STS-83) по программе Спейс Шаттл. 22-й полёт шаттла Колумбия. Экипаж — Джеймс Холселл, Сьюзан Стилл, Дженис Восс, Майкл Гернхардт, Доналд Томас, Роджер Крауч, Грегори Линтерис.
- 8 апреля
  - Узбекистан и Сингапур установили дипломатические отношения[17][18].
  - Армения и Коста-Рика установили дипломатические отношения[19].
- 15 апреля — при крупном пожаре в палаточном лагере для пилигримов Мекки 343 человека погибли и 1500 пострадали (см: Пожар в Мекке (1997)[англ.])[20][21].
- 19 апреля
  - Танджунгпандан, Индонезия. Самолёт British Aerospace ATP индонезийской компании Merpati Nusantara Airlines разбивается[англ.] за одну милю до полосы при заходе на посадку. Из 53 человек на борту погибли 15.
  - Антикоммунистическая оппозиция набрала на досрочных парламентских выборов в Болгарии абсолютное большинство.
- 22 апреля
  - 126-дневное удержание заложников в резиденции японского посла в Лиме (Перу) завершается штурмом и захватом здания перуанским спецназом. 71 заложник освобождён, один умер от сердечного приступа, двое военнослужащих и все 14 боевиков убиты.
  - При выезде с подмосковной дачи в 9 часов утра убит президент Федерации хоккея России Валентин Сыч.
- 23 апреля
  - Взрыв на железнодорожном вокзале города Армавир (Краснодарский край). В результате теракта 3 человека погибли, 12 ранены.
  - Б. Ельцин и лидер КНР Цзян Цзэминь подписали совместную декларацию о многополярном мире и формировании нового мирового порядка. Стороны утвердили долговременные межгосударственные отношения нового типа, не направленные против третьих стран. Подчёркивалось неприятие сторонами гегемонизма и политики с позиций силы (намёк на США), выражалась озабоченность по поводу расширения и усиления военных блоков (намёк на НАТО). Такие российско-китайские отношения были важны для построения многополярного мира, на которое была нацелена российская внешняя политика с приходом Е. Примакова на пост министра иностранных дел 10 января 1996 года[14].
- 25 апреля — из-за ошибки программистов во Флориде мировая сеть Интернет потерпела самый большой сбой в истории[22].
- 27 апреля — на выборах в Палату Представителей Йемена Всеобщий народный конгресс Йемена набрал 43,1 % голосов избирателей и занял 187 мест из 301.
- 28 апреля — в Пятигорске был совершён террористический акт[12].
- 29 апреля 
  - Вступила в силу Конвенция о запрещении разработки, производства, накопления и применения химического оружия и его уничтожении.
  - Создана Организация по запрещению химического оружия.

### Май

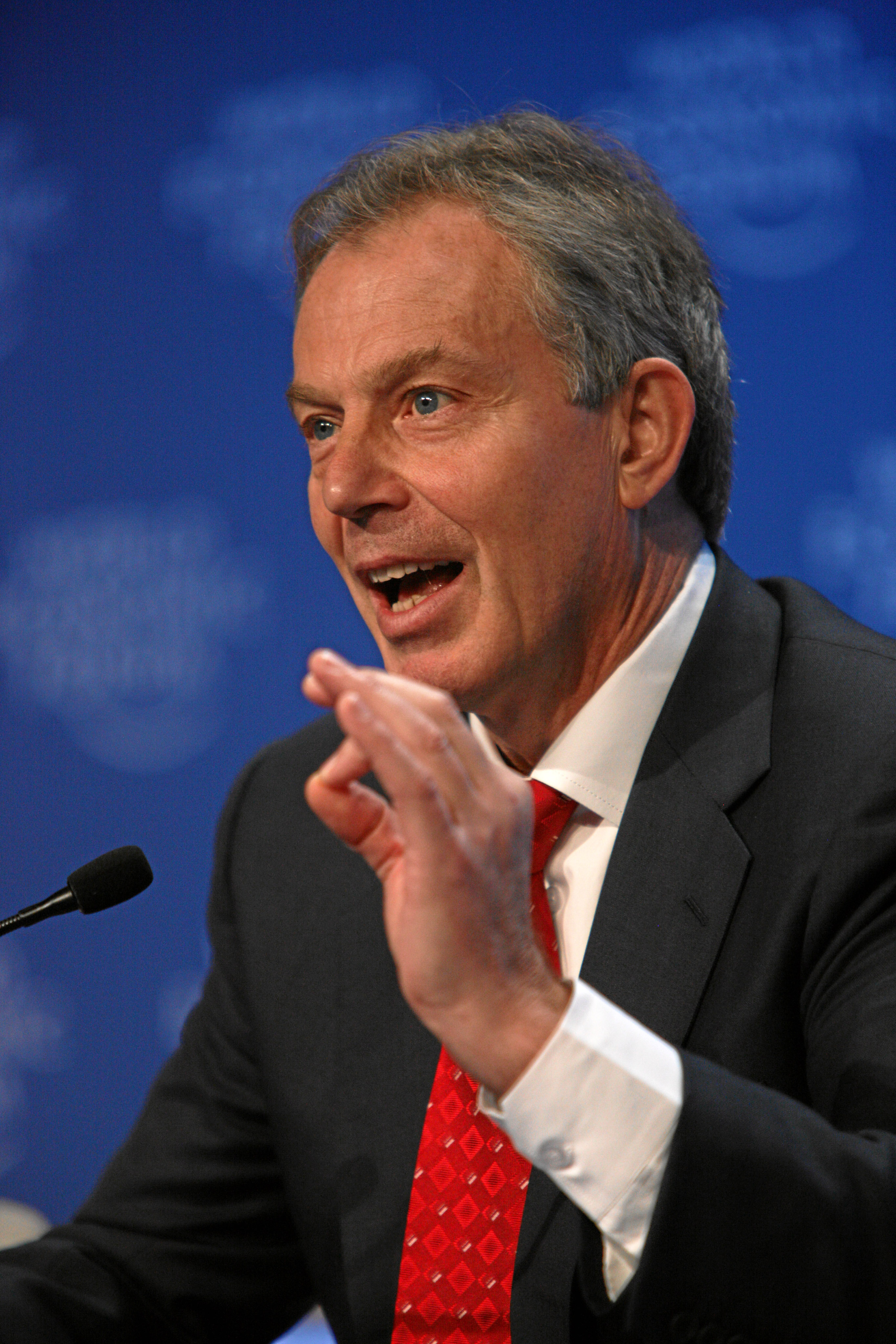
Тони Блэр

- 1 мая — парламентские выборы в Великобритании, победа лейбористов во главе с Тони Блэром.
- 4 мая — Сеферино Хименес Малья был провозглашён Блаженным и стал официальным покровителем цыган у католиков.
- 6 мая — в Кыргызстане в результате селевых потоков пострадало много домов[источник не указан 2921 день].
- 7 мая — компания «Intel» официально представила микропроцессор Pentium II.
- 8 мая
  - Хуантянь, Китай. После нескольких попыток посадки самолёт Boeing B-737-31B компании China Southern Airlines падает на ВПП в грозовых условиях, переламывается и загорается. Из 74 человек на борту погибли 35. Рейс был перенаправлен в Хуантянь из международного аэропорта Шэньчжэнь.
  - В Санкт-Петербурге открывается первый в стране музей подводного флота России имени легендарного моряка-подводника Героя Советского Союза Александра Маринеско.
  - в Москве подписан меморандум об основах взаимоотношений Молдавии и Приднестровья.
- 10 мая — землетрясение силой 7,5 баллов по шкале Рихтера в Иране. Погибли 1560 человек.
- 12 мая — Борис Ельцин и Аслан Масхадов в Москве подписали «Договор о мире и принципах взаимоотношений между Российской Федерацией и Чеченской Республикой Ичкерия». Договор не содержал пунктов о признании Россией суверенитета Чечни, фраза о подтверждении Хасавюртовских соглашений 1996 года была вычеркнута в оригиналах договора непосредственно перед подписанием[12][14].
- 15 мая
  - 84-й старт (STS-84) по программе Спейс Шаттл. 19-й полёт шаттла Атлантис. Экипаж — Чарлз Прекорт, Айлин Коллинз, Жан-Франсуа Клервуа (Франция), Карлос Норьега, Эдвард Лу, Елена Кондакова (Россия), Майкл Фоул. Шестая стыковка шаттла со станцией «Мир».
  - США официально признали свою роль в «Тайной войне» в Лаосе. На Арлингтонском национальном кладбище был открыт мемориал в память американских солдат и партизан-хмонгов, погибших в Лаосе.
- 16 мая — президент Билл Клинтон официально извинился и провёл торжественную церемонию для участников исследования сифилиса в Таскиги.

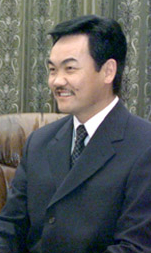
Нацагийн Багабанди

- 17 мая — солдаты Альянса демократических сил за освобождение Конго-Заира вошли в столицу Конго[23].
- 18 мая — На президентских выборах в Монголии победу одержал Нацагийн Багабанди от Монгольской народно-революционной партии (20 июня вступил в должность).
- 20 мая — Армения и Эквадор установили дипломатические отношения[24].
- 21 мая — Иван Костов занял пост премьер-министра Болгарии.
- 22 мая — президент Ельцин отправил в отставку министра обороны Игоря Родионова и его первого заместителя, начальника Генерального штаба Виктора Самсонова. Указом Ельцина в состав Совета безопасности вводятся первые вице-премьеры Чубайс и Немцов, а также глава президентской администрации Валентин Юмашев.
- 23 мая
  - Бывший командующий ракетными войсками стратегического назначения Игорь Сергеев назначен министром обороны.
  - Подписание Устава Союза Белоруссии и России[12][14].
  - Землетрясение в Индии.
  - Мохаммад Хатами избран президентом Ирана, получив 69,5 % голосов избирателей (вступил в должность 3 августа).
  - Принятия конституции Эритреи.
- 23—24 мая — в Словакии состоялся референдум по следующим вопросам: 1) должна ли страна вступать в НАТО, 2) следует ли размещать ядерное оружие в Словакии, 3) следует ли размещать иностранные военные базы в Словакии, 4) должен ли президент Словакии избираться непосредственно гражданами Словакии.
- 25 мая
  - Во Франции прошёл первый тур внеочередных парламентских выборов.
  - На референдуме 52,71 % польских избирателей проголосовали за новую конституцию страны.
  - Первое свободно избранное правительство Сьерра-Леоне свергнуто в результате армейского путча.
- 27 мая — Президент России Борис Ельцин, Генеральный секретарь НАТО Хавьер Солана и главы государств и правительств НАТО подписали в Париже Основополагающий акт о взаимных отношениях, сотрудничестве и безопасности между НАТО и Российской Федерацией[12][14].
- 28 мая — главы правительств России и Украины подписали в Киеве Соглашение о параметрах раздела Черноморского флота, Соглашение о статусе и условиях пребывания Черноморского флота России на территории Украины и Соглашение о взаиморасчётах, связанных с разделом Черноморского флота и пребыванием Черноморского флота Российской Федерации на территории Украины. Украинский парламент ратифицировал эти документы 24 марта 1999 года, российский — 18 июня 1999 года[14].
- 30 мая
  - Зарегистрирован национальный домен для Туркменистана — .tm[25].
  - Узбекистан и Республика Кипр установили дипломатические отношения[11][26].
- 31 мая
  - в Киеве Президенты России и Украины Б. Ельцин и Леонид Кучма подписали Договор о дружбе, сотрудничестве и партнёрстве между Российской Федерацией и Украиной, в соответствии с которым стороны взяли на себя обязательство уважать территориальную целостность друг друга. Верховная Рада ратифицировала договор 14 января 1998 года, Госдума — 25 декабря 1998 года[14].
  - открыт мост Конфедерации длиной 12,9 километра; соединяет остров Принца Эдуарда и Нью-Брансуик на материковой части Канады и позволяет легко попасть с материка на Остров без паромов и воздушных перелётов.

### Июнь
- 1 июня 
  - во втором туре внеочередных парламентских выборов во Франции социалисты одержали победу.
  - массовое убийство сослуживцев произошедшее в рядах российского миротворческого контингента расположенного а Абхазии. было убито 10 солдат, несколько ранено, нападавший позже застрелился. Мотивом могла послужить дедовщина.
- 2 июня — в Канаде прошли парламентские выборы. Либеральная партия Канады во главе с Жаном Кретьеном вновь получила большинство в парламенте.
- 3 июня — Жак Ширак назначил Лионеля Жоспена премьер-министром Франции и поручил ему сформировать правительство.

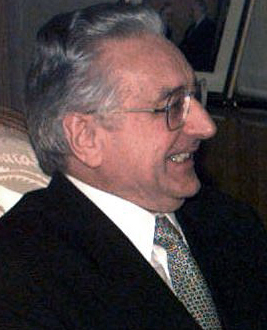
Франьо Туджман

- 15 июня — на выборах президента Хорватии побеждает действующий президент Франьо Туджман, набрав 61,2 % голосов против двух кандидатов от оппозиции.
- 17 июня — решением Священного Синода основана Кишинёвская духовная академия Молдавской митрополии Русской православной церкви.
- 18 июня — на заседании Европейского совета одобрен Амстердамский договор, развивающий положения Маастрихтского договора о ЕС.
- 20 июня — в подмосковных Люберцах состоялся первый в России открытый аукцион по продаже легковых автомобилей иностранного производства, находящихся на балансе федеральных органов власти. Так началась организованная первым замом премьер-министра России Борисом Немцовым кампания по пересадке правительственных чиновников на отечественные автомобили, заявленная им при вступлении в должность. На аукцион были выставлены 52 машины, присутствовали 22 покупателя, выступил сам инициатор действа, а большинство машин продано не было.
- 20—22 июня — встреча «семёрки» и России на уровне глав государств и правительств в Денвере. Впервые большинство вопросов обсуждалось в составе «восьмёрки».
- 23 июня — ураган в Польше, на Украине и в Белоруссии.
- 25 июня — извержение вулкана Суфриер-Хилс на острове Монтсеррат, погибло 19 человек.
- 26 июня —  В Великобритании издательством Bloomsbury был впервые опубликован роман «Гарри Поттер и философский камень» за авторством Джоан Роулинг.
- 27 июня
  - В Москве подписано соглашение между правительством Таджикистана и Объединённой таджикской оппозицией о мире и национальном примирении, положившее конец пятилетней гражданской войне[14].
  - Взрыв в скором поезде Москва — Петербург. В результате теракта 5 человек погибли, 13 ранены[12].
- 28 июня — в латвийском городе Талси во время праздника Государственной пожарно-спасательной службы МВД ЛР девять детей погибли в результате падения люльки подъёмника с высоты 19 метров.
- 29 июня
  - В ходе первого тура досрочных парламентских выборов в Албании оппозиционные социалисты одержали победу.
  - Иван Скляров одержал победу в первом туре губернаторских выборов в Нижегородской области[1].
- 30 июня
  - Разразился Азиатский финансовый кризис[14].
  - Месут Йылмаз стал премьер-министром Турции.

### Июль
- 1 июля
  - Гонконг (Сянган) переходит под контроль Китая[12][14].
  - 85-й старт (STS-94) по программе Спейс Шаттл. 23-й полёт шаттла Колумбия. Экипаж — Джеймс Холселл, Сьюзан Стилл, Дженис Восс, Майкл Гернхардт, Доналд Томас, Роджер Крауч, Грегори Линтерис.
- 2 июля — премьер-министр Украины Павел Лазаренко подал в отставку в связи с болезнью. Указом Президента Украины Василий Дурдинец назначен исполняющим обязанности премьер-министра Украины.
- 3 июля — президентом Александром Лукашенко в память об освобождении столицы страны города Минска от немецко-фашистских захватчиков 3 июля объявлено национальным праздником Республики Беларусь — Днём Независимости. До 1997 года праздник отмечался 27 июля в годовщину Декларации о независимости, принятой в 1990 году. В 1996 году 88,2 процента граждан страны на референдуме проголосовали за перенос праздника на 3 июля.
- 5 июля — политический кризис и государственный переворот в Камбодже. Хун Сен объявил о смещении принца Нородома Ранарита с поста главы правительства. В стране начались массовые беспорядки и вооружённые столкновения сторонников двух премьер-министров. В результате двухдневных столкновений победу одерживает Хун Сен.
- 6 июля
  - Парламент Казахстана утвердил решение о переносе столицы из Алма-Аты в Акмолу.
  - В ходе второго тура досрочных парламентских выборов в Албании оппозиционные социалисты одержали победу.
- 7 июля — разрушительное наводнение в Центральной Европе.
- 8 июля
  - В России принято новое положение о паспорте (его обязаны иметь все граждане, достигшие 14 лет).
  - В КНДР принят календарь чучхе.
  - В результате взрыва радиоуправляемого фугаса в Хасавюртовском районе Дагестана погибли 9 и ранены 13 сотрудников сводного отряда ОМОН по охране дагестанской границы[12].
- 8—9 июля — встреча глав государств и правительств стран НАТО в Мадриде. Принято решение о начале переговоров о вступлении в альянс Венгрии, Чехии и Польши.
- 9 июля 
  - Украина подписала договор о сотрудничестве с НАТО.
  - между полицией Республики Македонии и албанцами в городах Тетово и Гостивар произошло противостояние.
- 13 июля — Иван Скляров одержал победу во втором туре губернаторских выборов в Нижегородской области[1].
- 15 июля
  - Прежний сербский глава республики Слободан Милошевич избран президентом Союзной Республики Югославия.
  - В городе Майами-Бич (пригороде Майами) убит Джанни Версаче, итальянский модельер.
- 16 июля
  - Президент Ельцин подписал несколько указов о сокращении вооружённых сил. Их численность должна сократиться на 500 тыс. человек — до 1,2 млн военнослужащих.
  - По представлению президента Украины Верховная рада дала согласие на назначение премьер-министром Валерия Пустовойтенко.
- 19 июля — президентские выборы в Либерии кончаются победой Чарльза Тэйлора.
- 22 июля — Президент России Борис Ельцин наложил вето на закон о религии, дающий привилегии православной церкви.
- 22—29 июля — В Куала-Лумпуре прошла 30-я, юбилейная встреча министров иностранных дел стран АСЕАН. Членами АСЕАН стали Мьянма и Лаос. Вступление Камбоджи было отложено ввиду внутреннего кризиса.

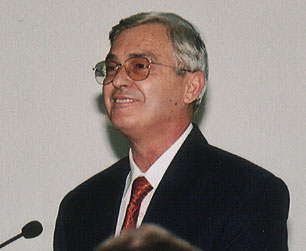
Реджеп Мейдани

- 23 июля — Парламент Албании избрал тайным голосованием генерального секретаря Албанской социалистической партии Реджепа Мейдани президентом страны.
- 25 июля
  - Состоялся аукцион по продаже государственного пакета акций компании «Связьинвест» — крупнейшего на тот момент в России производителя услуг телекоммуникации. В результате пакет акций был продан за $1,875 млрд кипрскому консорциуму Mustcom Ltd[14][27].
  - Фатос Нано назначен на должность премьер-министра Албании.
- 26 июля — в бельгийском Остенде самолёт XT-300 иорданских ВВС после «мёртвой петли» врезается в землю. Девять человек, включая лётчика, погибают, 55 получают ранения.
- 27 июля — Борис Говорин избран губернатором Иркутской области[1].
- 29 июля — Армения и Босния и Герцеговина установили дипломатические отношения[28][29].
- 29 июля—5 августа — в Гаване (Куба) прошёл XIV Всемирный фестиваль молодёжи и студентов.
- 31 июля
  - Авиалайнер McDonnell Douglas MD-11F авиакомпании FedEx выполнял грузовой рейс FDX14 из Анкориджа в Ньюарк (конец маршрута Сингапур—Пинанг—Тайбэй—Анкоридж—Ньюарк). При выполнении посадки самолёт отскочил от взлётной полосы, после чего правая плоскость крыла врезалась в землю и разрушилась. Загоревшись и заваливаясь вправо, лайнер перевернулся, разрушился и сгорел. Все находящиеся на его борту 5 человек (2 пилота и 3 пассажира) успели эвакуироваться и выжили.
  - В результате перестрелки на Гончарной улице в Москве от рук бандитов погибли 3 сотрудника милиции, ещё один был ранен.

### Август
- 3 августа — остров Анжуан объявил об отделении от Коморских островов.
- 4 августа — указ президента России Б. Н. Ельцина «Об изменении нарицательной стоимости денежных знаков и масштаба цен».
- 5 августа
  - Старт космического корабля Союз ТМ-26. Экипаж старта — А. Я. Соловьёв, П. В. Виноградов.
  - Аслан Масхадов и его сторонники потребовали от России выплаты компенсации за войну — 25,8 млрд долл[14].

- 6 августа

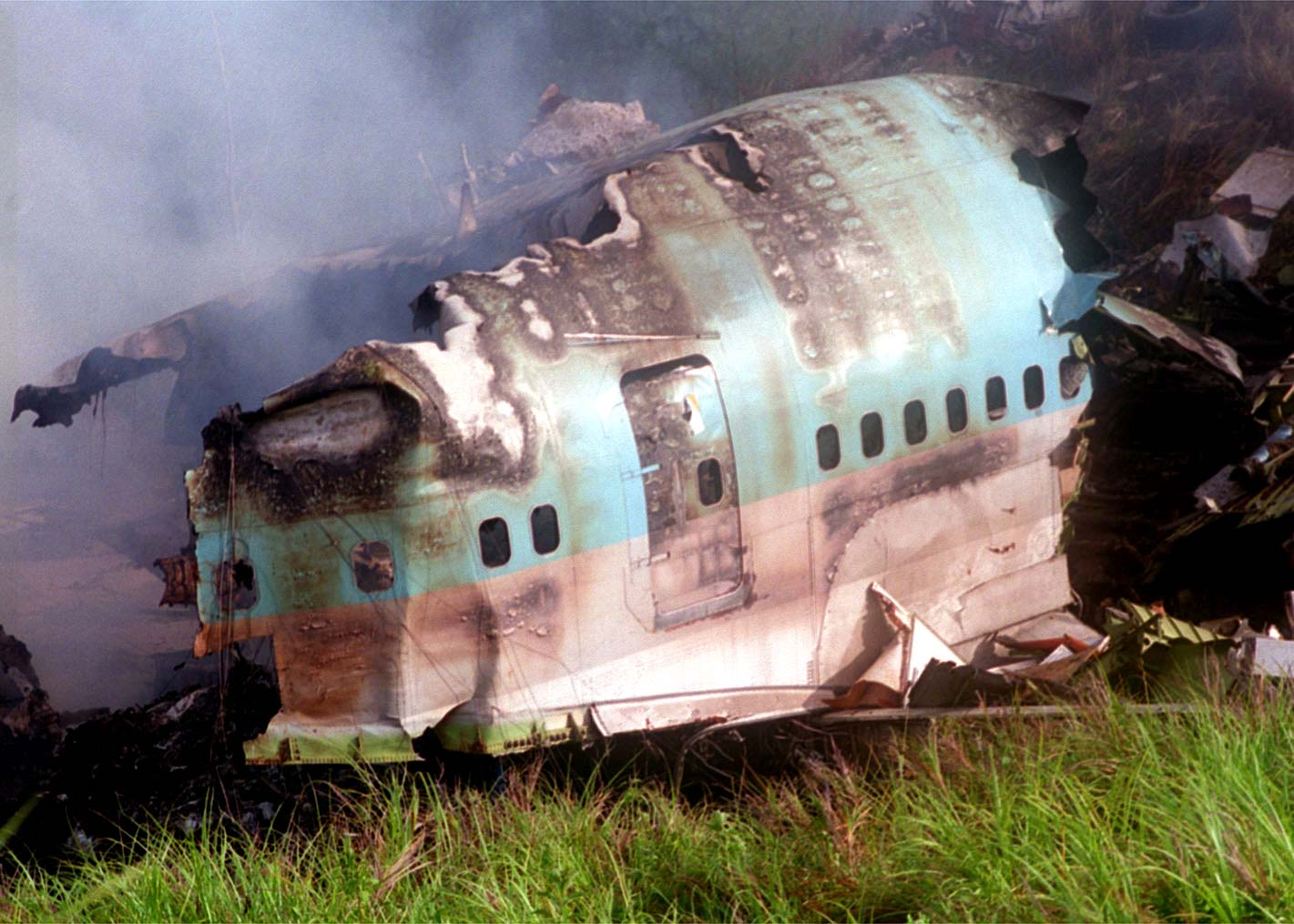
Обломки самолёта Boeing 747

  - При заходе на посадку в аэропорту города Лганья в джунглях тихоокеанского острова Гуам (США) потерпел катастрофу Боинг‑747‑3B5 южнокорейской авиакомпании «Кореан Эйрлайнз». Из 254 человек, находившихся на борту, погибли 228.
  - Бывший диктатор Боливии Уго Бансер Суарес стал президентом страны.
- 7 августа
  - 86-й старт (STS-85) по программе Спейс Шаттл. 23-й полёт шаттла Дискавери. Экипаж — Кёртис Браун, Кент Роминджер, Нэнси Дейвис, Стивен Робинсон, Роберт Кербим, Бьярни Триггвасон (Канада).
  - В Нью-Йорке начались консультации между КНДР, КНР, Республикой Корея и США по вопросу о начале переговоров о мирном урегулировании корейской проблемы.
  - Гунтарс Крастс стал премьер-министром Латвии.
  - При вылете из международного аэропорта Майами произошла катастрофа грузового самолёта Douglas DC-8 компании Fine Air, погибли 5 человек, из них 1 — на земле.
- 11 августа — из Албании выведены войска ООН.
- 13 августа 
  - правительство провинции Онтарио (Канада) объявило о плане закрытия семи АЭС возле границы с США.
  - премьера первой серии американского анимационного сериала «Южный парк».
- 14 августа — приземление корабля Союз ТМ-25. Экипаж посадки — В. В. Циблиев, А. И. Лазуткин.
- 18 августа — в центре Санкт-Петербурга застрелен вице-мэр, глава комитета по управлению городским имуществом Михаил Маневич.
- 21 августа — Азербайджан и Союзная Республика Югославия установили дипломатические отношения[3].
- 25 августа — указом Президента РФ № 919 Государственная Телерадиокомпания «Петербург — Пятый канал» была упразднена.
- 27 августа — в Индии 945 человек погибло в обильных дождях муссонов[источник не указан 2921 день].
- 29 августа — в Мичигане из-за неэкономичности закрыта старейшая в США АЭС.

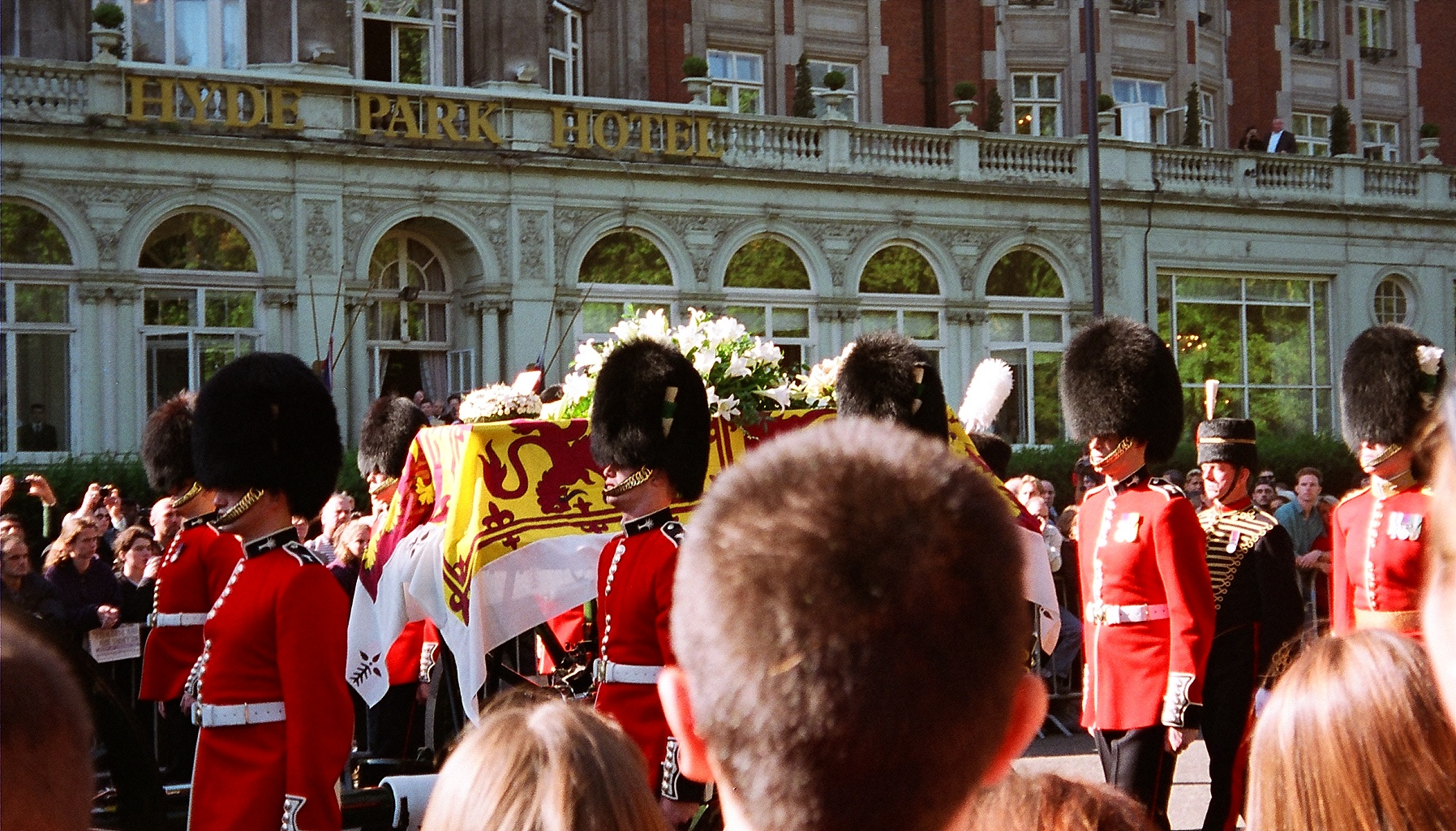
Похороны принцессы Дианы, 6 сентября 1997 года

- 31 августа — Гибель британской принцессы Дианы

### Сентябрь
- Сентябрь — нигерийский паром «Olodiama» протаранен буксиром вблизи Порт-Харкорт; в результате столкновения погибли 130 человек[30].
- 1 сентября — обнаружены неизвестные ранее субатомные частицы — экзотические мезоны.[источник не указан 997 дней]
- 3 сентября
  - при заходе на посадку в международный аэропорт Пончентонг разбивается самолёт Ту-134, выполнявший рейс «Хошимин—Пномпень». Из 66 человек на борту погибли 64. Крупнейшая авиакатастрофа в Камбодже.
  - На референдуме большинство жителей Ньюфаундленда (Канада) проголосовало за прекращение церковного вмешательства в общественное образование.
- 5—7 сентября — празднуется 850-летие Москвы.
- 6 сентября — создание в Минске белорусского демократического движения «Молодой Фронт».
- 8 сентября — грузопассажирский паром «La Belle Gonaivienne» (Республика Гаити), следовавший из Анс-а-Галет в Порт-о-Пренс затонул близ города Монруа; спаслось около 300 человек, число погибших составило от 300 до 400 человек (наиболее вероятной причиной катастрофы был назван перегруз коммерческого судна с целью извлечения максимальной прибыли от злополучного рейса[31]).
- 11 сентября 
  - на референдуме большинство жителей Шотландии одобрило идею создания шотландского парламента, независимого от британского.
  - Гибель 14 солдат в заливе Курксе — крупнейшая одновременная потеря эстонской армии после восстановления независимости.
- 12—18 сентября — в Пекине проходил XV съезд Коммунистической партии Китая. На нём теория Дэн Сяопина уже была признана руководящей партийной идеологией. Наследникам «архитектора реформ» удалось составить целостную концепцию дальнейшего развития китайского общества, подготовить смену поколений политиков, способных отстаивать этот курс. Произошло укрепление позиций нового лидера КПК — Цзян Цзэминя, представлявшего группировку «реформаторов-центристов».
- 13 сентября
  - В 17:10 у берега Намибии сталкиваются в воздухе самолёты ТУ-154M компании Luftwaffe и C-141 Starlifter компании USAF. Погибло 33 человека.
  - В Боснии и Герцеговине прошли первые местные выборы после окончания войны.
- 15 сентября
  - В Таджикистане приступила к работе Комиссия по национальному примирению.
  - В Белфасте начался новый раунд переговоров Великобритании, Ирландии и пяти североирландских партий по урегулированию проблемы Северной Ирландии. В переговорах впервые приняла участие партия Шинн Фейн.
- 18 сентября
  - На референдуме большинство жителей Уэльса одобрило идею создания уэльского парламента, независимого от британского.
  - Нападение террористов на группу туристов из Германии близ Музея Египта в центре Каира. В результате погибло 9 туристов и водитель автобуса — египтянин.
- 19 сентября
  - В Великобритании скоростной экспресс Суонси—Лондон врезался в пустой товарный состав возле Соутолла. 7 человек погибли[32][33].
  - Лаос и Казахстан установили дипломатические отношения[8].
- 20 сентября — Массовое убийство в Иецавском крае Латвийской республики.
- 21 сентября
  - На президентских выборах в Сербии Зоран Лилич (СПС) набрал 37,7 % голосов избирателей, В. Шешель (СРП) — 27,8 %, В. Драшкович (СДО) — 20,6 %. Большинство мест (110 из 250) в Скупщине нового созыва получила правящая коалиция (СПС, ЮЛ, Новая демократия), получившая 34,2 % избирателей. Сербская радикальная партия В. Шешеля — 28 % (82 мандата), Сербское движение обновления В. Драшковича — 19 % (45 мандатов). Демократическая партия З. Джинджича и Демократическая партия Сербии В. Коштуницы выборы бойкотировали.
  - левые силы вновь одержали победу на парламентских выборах в Польше.
- 22 сентября — Гражданская война в Алжире: в пригороде алжирской столицы исламистами убиты более 200 человек.
- 23 сентября — анонсирована поисковая машина Yandex.Ru.
- 25 сентября
  - 87-й старт (STS-86) по программе Спейс Шаттл. 20-й полёт шаттла Атлантис, экипаж — Джеймс Уэзерби, Майкл Блумфилд, Владимир Титов (Россия), Скотт Паразински, Жан-Лу Кретьен (Франция), Уэнди Лоуренс, Дэвид Вулф. Седьмая стыковка шаттла со станцией «Мир».
  - Узбекистан и Исландия установили дипломатические отношения[11].
- 26 сентября — катастрофа A300 под Меданом. Погибли 234 человека. Крупнейшая авиакатастрофа в Индонезии.

### Октябрь
- 2 октября
  - Министры иностранных дел стран ЕС подписали Амстердамский договор, одобренный Европейским советом 17 июня 1997 года.
  - Официально объявлено, что в Японии обнаружен человеческий ген, обеспечивающий функции биологических часов.
  - Катастрофа Ми-8 у нефтяной платформы Гюнешли. Погибли 20 человек.
- 5 октября
  - Состоялся второй тур сербских президентских выборов, на которых В. Шешеля поддержали 49,98 % принявших участие в голосовании, а З. Лилича — 46,99 %. Тем самым никто из кандидатов не набрал необходимые для победы 50 % плюс один голос. По данным Центризбиркома, в выборах участвовало менее половины избирателей — 49,82 %, что также позволяло признать их несостоявшимися.
  - В Черногории, входившей в то время в Союзную Республику Югославия, пошёл первый тур президентских выборов. Победу одержал президент Момир Булатович.
- 8 октября — Ким Чен Ир официально вступил в должность главы КНДР. В этот день всему народу Северной Корее сообщили об избрании нового лидера.
- 9 октября — ураган приводит к гибели 123 человек в Акапулько, Мексика.
- 10 октября
  - Нуэво Берлин, Уругвай. Самолёт McDonnell Douglas DC-9-32 компании Austral Lineas Aeras (Аргентина), летящий из Посадаса в Буэнос-Айрес, разбивается около Нуэво-Берлина, городка на берегу реки Уругвай, после того как изменил маршрут, чтобы избежать сильного дождя и урагана. Все 74 человека на борту погибают. В месте падения самолёта образовался кратер глубиной 25 и шириной 30 футов. Возможный отказ системы прогрева трубки Пито.
  - Нурлан Балгимбаев стал премьер-министром Казахстана.
- 10—11 октября — в Страсбурге состоялась вторая встреча глав государств и правительств стран — членов Совета Европы.
- 12 октября — 17:28. Залив Монтерей, около Пасифик Гроув, Калифорния, США. Частный самолёт Rutan Long EZ (экспериментальная модель), только что закончил серию из трёх посадок-взлётов в аэропорту полуострова Монтерей. Вскоре после четвёртого взлёта свидетели замечают прерывистый звук, исходящий от самолёта. Самолёт, находящийся на высоте 500 футов, входит в крутое пике и разбивается в океане в 150 ярдах от берега. Пилотирующий его певец Джон Денвер погибает. Причиной катастрофы была комбинация недостатка топлива и неудобное расположение ручки топливного селектора. Последний был модифицирован так, что ручка располагалась позади левого плеча пилота вместо того, чтобы находиться между ног. Это означало, что для смены топливного бака пилот должен был снять с плеча ремень и развернуться, что было бы сложным трюком на любой высоте, но смертельно опасным на малой высоте.
- 15 октября — стартовал проект исследования Сатурна и Титана — Кассини-Гюйгенс.
- 17 октября
  - Хьель Магне Бунневик стал премьер-министром Норвегии.
  - Вступила в силу конституция Польши.
- 19 октября
  - Мило Джуканович избран президентом Черногории.
  - Губернатором Кемеровской области избран глава администрации области Аман Тулеев (94,5 % голосов)[1].
- 21 октября
  - Президент Казахстана Нурсултан Назарбаев подписал указ об объявлении с 10 декабря новой столицей страны города Акмола, скоро ставшего называться Астана.
  - Учреждена Литературная премия Александра Солженицына.
- 23 октября
  - Резко упали курсы валют большинства стран Восточной Азии.
  - В Брюсселе с кратким рабочим визитом находился начальник Генерального штаба ВС России генерал-полковник Анатолий Квашнин. Это первый в истории визит представителя Генерального штаба ВС РФ в штаб-квартиру НАТО. Главная тема визита — подготовка к существующей активизации военных контактов в свете подписанного Основополагающего акта между РФ и НАТО[34].
- 25 октября — после победы в гражданской войне Дени Сассу-Нгессо объявил себя новым президентом Республики Конго.
- 26 октября
  - Италия присоединилась к Шенгенскому соглашению.
  - Егор Строев избран губернатором Орловской области[1].
- 29 октября
  - В Буйнакске (Республика Дагестан) взорвано офицерское общежитие 138-й мотострелковой бригады 58-й армии. Жертв нет[12].
  - Ирак в одностороннем порядке ввёл ограничения на деятельность специальной комиссии ООН по разоружению Ирака.
- 31 октября — Ежи Бузек стал премьер-министром Польши.

### Ноябрь
- Ноябрь — ушли со своих постов Анатолий Чубайс, Максим Бойко, Александр Казаков, Альфред Кох, Пётр Мостовой (см. Дело писателей)[35][36][37].[значимость факта?]
- 1 ноября — На частоте 5 канала выходит телеканал РТР-2. 5 канал прекратил федеральное вещание, теперь его могли смотреть только жители Санкт-Петербурга и Ленинградской области.
- 2 ноября
  - Сильный ураган «Линда» пронёсся по побережью Вьетнама (V=135 м/с, самый сильный за 100 лет).
  - На неформальной встрече в Красноярске Борис Ельцин и глава правительства Японии Рютаро Хасимото договорились, что до 2000 года будет заключён мирный договор между обеими странами.
- 3 ноября — сильные ливни и ураган (V=100 км/ч.) прошли в южных районах Испании. Особенно пострадал город Севилья.
- 4 ноября — в Иордании прошли парламентские выборы. Основные политические партии бойкотировали выборы. Из 80 мест парламента 75 мест заняли беспартийные. Явка составила 44,7 %.
- 5 ноября
  - Циклон на островах Кука (Тихий океан). Особенно пострадал остров Манихики.
  - У Ла-Паса (Боливия) в крушении автобуса погибли 32 человека.
  - Армения и Катар установили дипломатические отношения[38][39].
- 7 ноября — Узбекистан и Ирландия установили дипломатические отношения[40][41].
- 8 ноября — землетрясение на Южных Курилах (5 баллов) и в Амурской обл. (4 балла).
- 9 ноября — телекомпания НТВ показывает известный фильм М.Скорцезе «Последнее искушение Христа». Демонстрация вызвала протест иерархов православной церкви[12][42][43].[значимость факта?]
- 9—11 ноября — визит Б. Н. Ельцина в Китай. Подписан ряд документов, среди которых — Совместная декларация, в которой объявлено о практическом завершении демаркации российско-китайской границы, и принятие Совместного российско-китайского заявления, в котором говорится о намерении продолжать развивать отношения дружбы и сотрудничества между Россией и Китаем.
- 10 ноября — Впервые в США судебный приговор публикуется в Интернете[44].
- 11 ноября — парламент Грузии принимает «Закон о полной отмене смертной казни».
- 12 ноября
  - Сильные дожди, наводнения, ураган на западном побережье Сев. Америки, вызванные эффектом «Эль-Ниньо» в Тихом океане.
  - Совет Безопасности ООН осудил действия Ирака, препятствующие деятельности специальной комиссии ООН. Введены ограничения на поездки за рубеж иракских официальных лиц, препятствующих работе комиссии.
- 16 ноября — наводнения в Сомали.
- 17 ноября — боевики египетской исламистской группировки «аль-Гамаа аль-Ислами» убили 58 иностранных туристов и четырёх египтян, осматривавших памятники Луксора.
- 19 ноября — 88-й старт (STS-87) по программе Спейс Шаттл. 24-й полёт шаттла Колумбия. Экипаж — Кевин Крегель, Стивен Линдси, Уинстон Скотт, Калпана Чавла, Такао Дои (Япония), Леонид Каденюк (Украина). Каденюк — первый космонавт Украины.
- 23 ноября 
  - в Словении прошли президентские выборы. Президент Милан Кучан получил в 1-м туре 55,5 % голосов и был переизбран на третий срок. Явка составила 68,65 %.
  - объявляется банкротом японская финансовая корпорация «Ямаичи[яп.]», входившая в число десяти крупнейших в мире.
- 24 ноября — завершение гражданской войны в Иракском Курдистане.
- 24—25 ноября — встреча глав государств и правительств стран — участниц Азиатско-тихоокеанского сотрудничества (АТЭС) в Ванкувере. Принято решение о принятии в организацию Вьетнама, Перу и России.
- 27 ноября — Узбекистан и Катар установили дипломатические отношения[11].
- 30 ноября — В Республике Коми прошли досрочные выборы Главы республики. Глава республики Юрий Спиридонов победил, набрав 57,19 % голосов; основной соперник — депутат Думы левых взглядов Рита Чистоходова — 19,83 %; официальный кандидат КПРФ председатель бюджетного комитета Госсовета Республики Василий Кузнецов — 9,17 %; председатель местного отделения Партии любителей пива Вячеслав Круссер — 1,86 %; координатор регионального отделения ЛДПР Валерий Злобин — 0,78 %; председатель республиканского движения «Солидарность» Михаил Коданёв («Честь и Родина»), призвавший голосовать за Чистоходову — 0,00 % (0 голосов); против всех — 5,43 %. Явка составляла 48,47 %[1].

### Декабрь
- 1 декабря

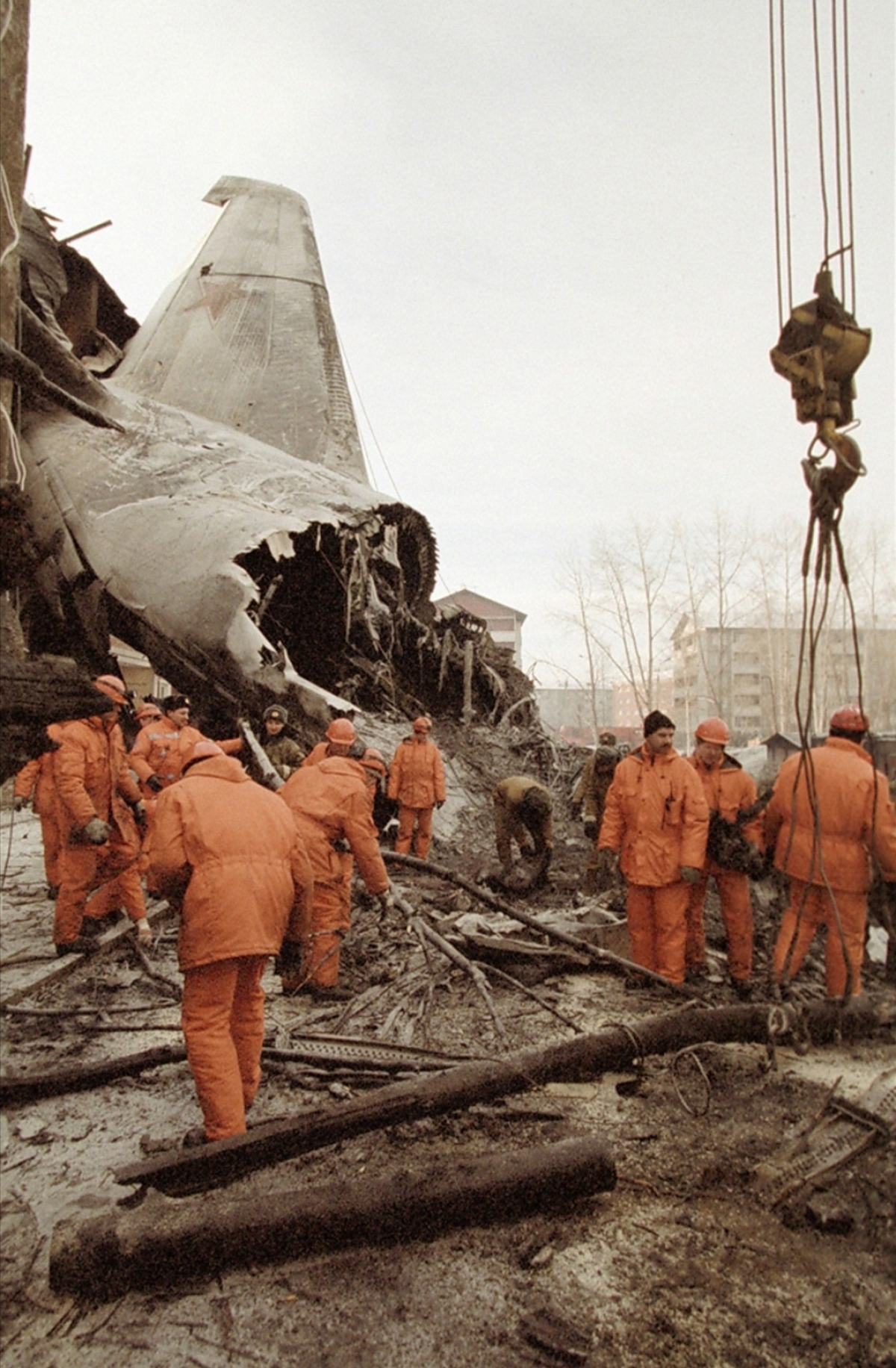
Спасатели ведут работы на месте аварии военно-транспортного самолёта АН 124 «Руслан».

  - Вступило в силу соглашение о партнёрстве и сотрудничестве между ЕС и Россией.
  - Австрия присоединилась к Шенгенскому соглашению.
  - В Новокузнецке Кемеровской области на шахте «Зыряновская» в ночь с 1 на 2 декабря происходит взрыв метана, в результате которого гибнут 67 шахтёров.
- 3 декабря
  - Подписан Оттавский договор о запрещении применения, производства, накопления и экспорта противопехотных мин.
  - В соответствии с договором об ограничении стратегических вооружений между США и Россией в Баренцевом море начато уничтожение баллистических ракет морского базирования РСМ-52. Всего уничтожено 20 ракет[12].
- 5 декабря — на Камчатке произошло землетрясение магнитудой 7.9, произошедшее в 11:26 по местному времени. Землетрясение не вызвало цунами и почти не нанесло ущерба.
- 6 декабря — военно-транспортный самолёт АН-124 ВВС России упал на жилой дом в Иркутске. Погибло 72 человека.
- 7 декабря — сотрудниками департамента по борьбе с терроризмом ФСБ РФ при содействии московского РУОПа задержаны два курьера, осуществлявших поставку из Чечни в Москву оружия, боеприпасов и взрывчатки (женщина, 26 пистолетов для бесшумной стрельбы, 2 глушителя и 2 патрона).
- 9 декабря — Йемен и Казахстан установили дипломатические отношения[8].
- 10 декабря
  - В Японии начались продажи серийного гибридного автомобиля Prius.
  - Столица Казахстана переносится из Алма-Аты в Акмолу (с мая 1998 — Астана).
  - В первом туре новых выборов президента Сербии, больше всего голосов (43,7 %) получил кандидат от СПС, министр иностранных дел СРЮ Милан Милутинович. Воислав Шешель добился поддержки 32,9 % голосов электората, Вук Драшкович — 15,4 %.
  - В Магадане психически больным жителем города был захвачен Ил-62 авиакомпании «Магма» со 155 пассажирами. Террорист, требовавший 10 млн долларов и вылета в Швейцарию, был задержан спецслужбами, заложники освобождены.
  - Сенат штата Мичиган запрещает эвтаназию. За новый закон голосуют 27 сенаторов, против — 8. В соответствии с его положениями, врач, преднамеренно прерывающий жизнь своего пациента, подлежит тюремному заключению сроком на 4 года и штрафу размером в $2000.
- 11 декабря
  - Авиакатастрофа в аэропорту Нарьян-Мара. При столкновении вертолёта Ми-8 с самолётом Ан-12 погибает 8 человек (одновременная посадка).
  - Зарегистрирован национальный домен для Таджикистана — .tj[45].
- 12 декабря — 19-летний панк-музыкант Брайан Теодор Денеке был насмерть сбит машиной 17-летнего спортсмена Дастина Кэмпа в городе Амарилло, штат Техас. Кэмп был признан виновным в непредумышленном убийстве и приговорён к 10 годам лишения свободы условно. В 2001 году он был приговорён к 8 годам лишения свободы за нарушение условного освобождения. 31 июля 2006 года он был досрочно освобождён и находился под наблюдением.
- 14 декабря — Семён Зубакин избран председателем Правительства — главой Республики Алтай[1].
- 15 декабря — Шарджа, ОАЭ. Самолёт ТУ-154 разбился около аэропорта. Погибло 85 человек.
- 16 декабря — 700 японских детей госпитализировано с эпилептическими приступами после просмотра серии аниме-сериала «Покемон».
- 17 декабря
  - Катастрофа Як-42 под Салониками, погибло 70 человек.
  - Захват пассажирского самолёта, следовавшего рейсом Магадан-Москва. Жертв не было, террорист был задержан.
  - Йозеф Тошовский назначен премьер-министром Чехии.

- 19 декабря

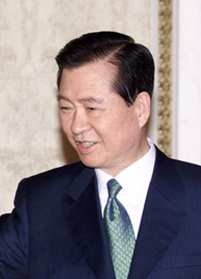
Ким Дэ Чжун

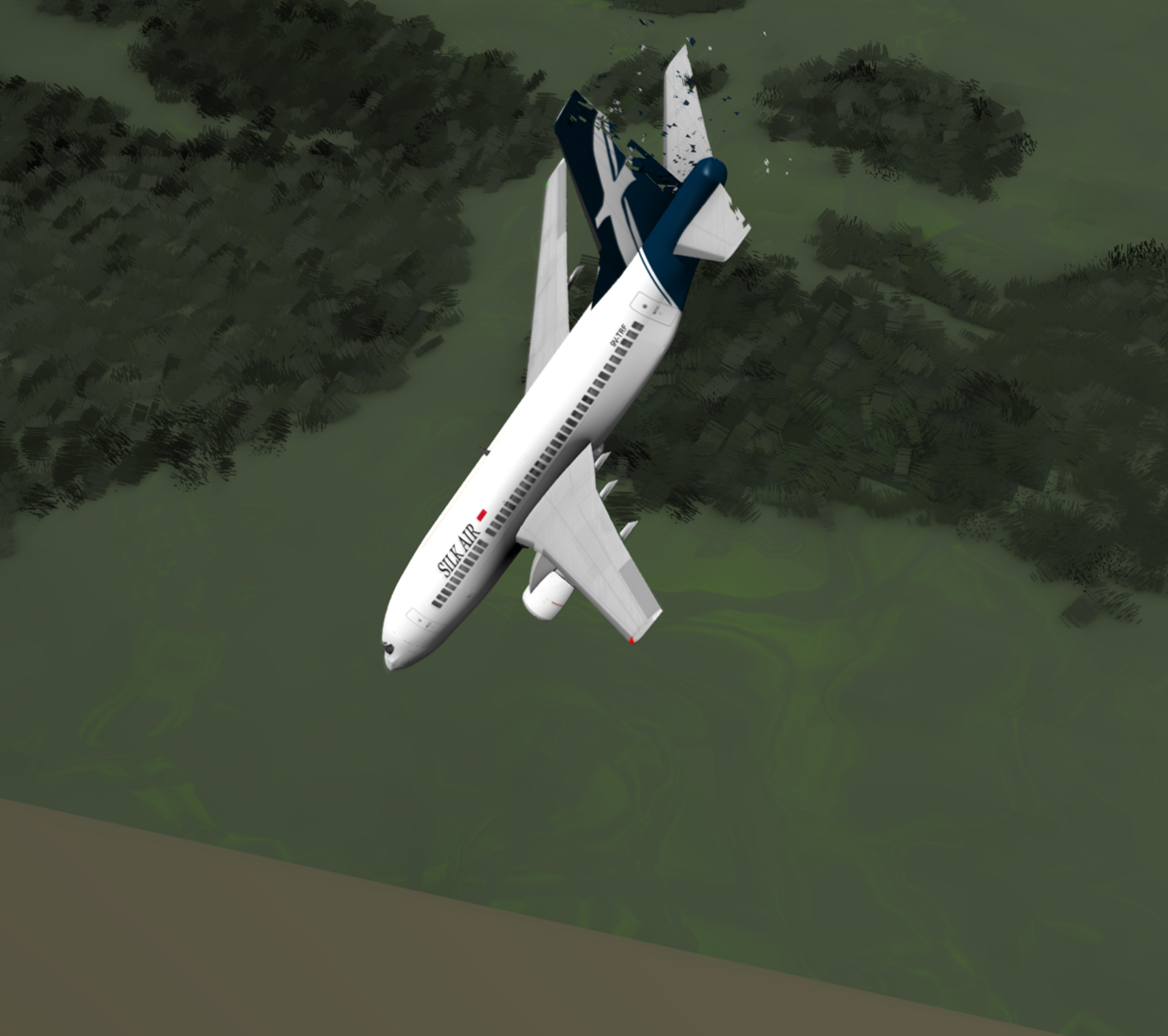
Компьютерная реконструкция катастрофы самолёта Boeing 737-36N

  - В США состоялась премьера фильма «Титаник» под режиссурой Джеймса Кэмерона, самого кассового кинополотна XX века.
  - Ким Дэ Чжун одержал победу на президентских выборов в Южной Корее.
  - Авиалайнер Boeing 737-36N авиакомпании SilkAir выполнял рейс MI 185 по маршруту Тангеранг—Сингапур, но через 35 минут после взлёта, находясь на крейсерской высоте (10668 метров), по неустановленным причинам перевернулся, перешёл в практически вертикальное пикирование и рухнул в реку Муси в окрестностях Палембанга. Погибли все находившиеся на его борту 104 человека — 97 пассажиров и 7 членов экипажа.
- 19—20 декабря — захват в заложники шведского дипломата в Москве.
- 21 декабря
  - На парламентских выборах в Лаосе НРПЛ одержала победу, получив 98 из 99 мест.
  - Состоялся второй тур президентских выборов в Сербии, на котором президентом Сербии на пятилетний срок был избран Милан Милутинович.
  - Состоялся первый тур президентских выборов в Литве.
- 21—22 декабря — нападение на городок 136-й мотострелковой бригады в пригороде Буйнакска (Дагестан) группой боевиков, состоящей из жителей Чечни и Дагестана. При отступлении группы на территорию Чечни погибли 3 мирных жителя, 7 милиционеров взяты в заложники. Захватив в заложники пассажиров рейсового автобуса Алмак — Хасавюрт, преступники создали из них живой щит, используя который скрылись на территории Чечни. Организатор этого и многих других террористических вылазок на территории России Ибн Аль-Хаттаб, был уничтожен в результате спецоперации ФСБ 20 марта 2002 года в Чечне.
- 22 декабря — в селении Ченало в мексиканском штате Чиапас расстреляны из автоматов в церкви 45 человек, в большинстве женщины и дети. Убийц было человек 60. Раненых добивали выстрелом в голову или отрубали головы взмахом мачете. Президент Мексики Эрнесто Седильо назвал побоище в Ченало «чудовищным преступлением против нации, подобного которому не знала современная история Мексики».
- 28 декабря 
  - Николай Фёдоров победил на президентских выборах в Чувашии. Вице-президентом стал Лев Кураков[1].
  - Происшествие с Boeing 747 над Тихим океаном
- 31 декабря
  - В полночь в Великобритании перестают пользоваться азбукой Морзе для передачи сигнала бедствия.
  - Ночью в Чите в микрорайоне камвольно-суконного комбината из-за повреждения канализационного коллектора происходит выброс сточных вод, что могло повлечь выход из строя основной теплотрассы и всей системы водоснабжения города. Введено чрезвычайное положение.

### Продолжающиеся события
- Гражданская война в Бирме
- Гражданская война в Анголе
- Война в Восточном Тиморе
- Ачехский конфликт
- Вторая гражданская война в Судане
- Гражданская война на Шри-Ланке
- Турецко-курдский конфликт
- Арабо-израильский конфликт
- Карабахский конфликт
- Гражданская война в Сомали
- Кашмирский конфликт

## Родились
См. также: Категория:Родившиеся в 1997 году

### Январь
- 8 января — Джек Андрака, американский учёный.
- 14 января — сёстры Толмачёвы, победительницы Детского Евровидения 2006.
- 31 января — Чо Миён, южнокорейская певица участница группы (G)I-DLE.

### Февраль
- 1 февраля — Пак Чжихе, южнокорейская певица, участница группы Twice.
- 2 февраля — Кэмерон Бортуик-Джексон, английский футболист, защитник Бертон Альбион
- 10 февраля
  - Лилли Кинг, американская пловчиха.
  - Хлоя Грейс Морец, американская актриса и модель.
- 11 февраля — Пак Розэ, певица, участница группы BLACKPINK.
- 14 февраля — Брель Эмболо, швейцарский футболист камерунского происхождения.
- 15 февраля — Mia Boyka, российская певица и телеведущая.
- 23 февраля — Беньямин Хенрикс, немецкий футболист.

### Март
- 2 марта
  - Бекки Джи, американская певица, рэперша, начинающая актриса, автор песен.
  - Дмитрий Скопинцев, российский футболист, левый защитник и полузащитник.
- 10 марта — Белинда Бенчич, швейцарская теннисистка словацкого происхождения.
- 21 марта — Мартина Штоссель, аргентинская актриса, певица и танцовщица.
- 24 марта — Мина Миёи, певица, участница группы TWICE.
- 27 марта — Лиса Манобан, репер, участница группы BLACKPINK.
- 30 марта — Чха ЫнУ, южнокорейский певец и актёр, участник группы Astro.

### Апрель
- 1 апреля — Эйса Баттерфилд, британский актёр.
- 3 апреля — Габриэл Жезус, бразильский футболист.
- 5 апреля — Борха Майораль Мойя, испанский футболист.
- 8 апреля — Иван Дрёмин (Face), российский рэп-исполнитель, певец и автор песен.
- 11 апреля — Melovin, украинский певец, автор песен. Представил Украину на Евровидение 2018
- 15 апреля — Мэйси Уильямс, английская актриса кино и телевидения.
- 26 апреля — Люся Чеботина, российская певица, автор песен и актриса.

### Май
- 7 мая — Дарья Касаткина, российская теннисистка.
- 15 мая — Усман Дембеле, французский футболист малийского происхождения.
- 23 мая — Джозеф Гомес, английский футболист гамбийского происхождения.

### Июнь
- 19 июня — Шейи Оджо, английский футболист нигерийского происхождения.
- 28 июня — Алеш Гарсия Серрано, испанский футболист.

### Июль
- 12 июля — Малала Юсуфзай, пакистанская правозащитница, выступающая за доступность образования для женщин во всём мире.
- 24 июля — Эмре Мор, турецкий футболист, полузащитник «Фенербахче» и сборной Турции.
- 26 июля — Себастьян Ахо, финский хоккеист.

### Август
- 4 августа — Катя Рябова, российская певица, представительница России на «Детском конкурсе песни Евровидение в 2009» и «Детском конкурсе песни Евровидение в 2011».
- 10 августа — Кайли Кристен Дженнер, американская модель.
- 18 августа — Ренату Саншеш, португальский футболист.

### Сентябрь
- 1 сентября — Чон Джонгук, южнокорейский певец, участник бой-бэнда BTS.
- 3 сентября — Хана Кимура, японский рестлер.
- 7 сентября — Дин-Чарльз Чэпмен, британский актёр театра и кино.
- 30 сентября — Макс Ферстаппен, потомственный нидерландский автогонщик, с 2015 — пилот Формулы-1.

### Октябрь
- 2 октября – s1mple, украинский киберспортсмен, более известный по своим выступлениям в дисциплине Counter Strike: Global Offensive.
- 3 октября:
  - Цзинь Боян, китайский фигурист-одиночнник, чемпион четырёх континентов (2018 год).
  - Пан Чхан, южнокорейский певец, участник группы Stray Kids.
- 4 октября — Чхве Ючжу, южнокорейская певица, участница группы GFriend.
- 8 октября — Белла Торн, американская актриса и певица.
- 16 октября — Шарль Леклер, автогонщик, пилот формулы 1.
- 23 октября — Минни Ниша Йонтарарак, тайская певица участница южнокорейской группы (G)I-DLE.
- 24 октября — Raye, британская певица, композитор и автор-исполнитель.
- 31 октября — Маркус Рашфорд, английский футболист, нападающий клуба «Манчестер Юнайтед».

### Ноябрь
- 27 ноября — Саша Спилберг, видеоблогер, певица и актриса.
- 17 ноября — Ким Ю гём, южнокорейский певец, танцор, рэпер, автор песен, хореограф и продюсер. Группа-Got7.
- 10 ноября — Йост Клейн, певец и рэпер.

### Декабрь
- 8 декабря — Яна Добровольская, победительница регионального конкурса красоты «Мисс Тюмень-2015» и национального конкурса «Мисс Россия 2016».
- 16 декабря — Зара Ларссон, шведская певица.
- 17 декабря — Сёма Уно, японский фигурист-одиночник, двукратный чемпион мира (2022, 2023), трёхкратный призёр Олимпийских игр, чемпион четырёх континентов (2019), многократный чемпион Японии.

## Скончались
См. также: Категория:Умершие в 1997 году
Список умерших в 1997 году

## Персоны года
Человек года по версии журнала Time — Эндрю Гроув, основатель корпорации Intel.

## Нобелевские премии
- Физика — Стивен Чу, Клод Коэн-Таннуджи и Уильям Филлипс — «За создание методов охлаждения и улавливания атомов лазерным лучом».
- Химия — Пол Бойер и Джон Уокер — «За выяснение энзимного механизма, лежащего в основе синтеза аденозин-фосфата», Йенс Скоу — «За открытие ион-передающего энзима».
- Медицина и физиология — Стенли Прузинер, «За открытие прионов, нового биологического принципа инфекции».
- Экономика — Роберт Кархарт Мертон, Майрон Скоулз — «За их метод оценки производных финансовых инструментов».
- Литература — Дарио Фо — «За то, что он, наследуя средневековых шутов, порицает власть и авторитет и защищает достоинство угнетённых».
- Премия мира — Международное движение за запрещение противопехотных мин и его лидер Джоди Уильямс